# アポロA-101
アポロA-101（SA-6とも言われる）はアメリカ合衆国のアポロ計画において、初めてアポロ司令・機械船の模型を搭載して発射されたサターンI 型ロケットである。

## 概要
サターンI ロケットの最初の5回の発射実験では、二段目部分にはすべてジュピターCロケットの先端部分が搭載されていた。だが月飛行計画を続行させるためには、アポロ指令・機械船を搭載しても飛行可能であることを証明しなければならなかった。そのためA-101には、形態・重量・重心などすべてが人間を搭乗させた場合と同等に作られた司令船と緊急脱出用ロケットのダミーが搭載されていた。また司令船には116の計測機器が搭載され、圧力・応力・加速など様々なデータが送信された。

## 飛行
1964年5月28日、A-101はケープ・カナベラル37B発射台から打ち上げられた。発射の前に液体酸素の蒸気が経緯儀の観測用の窓を曇らせてしまったために若干の遅れが生じたが、コンピュータ技師が大した問題ではないと判断したため続行された。
発射から76.9秒が経過した時、一段目の第8エンジンが予定よりも早く燃焼を停止してしまった。これはアポロSA-4の時のように計画されていたものではなかったが、自動制御装置が完璧に機能し、残りのエンジンが予定よりも2.7秒長く燃焼したために、ロケットは予定通りの軌道に乗った。これは技術者たちにとってはうれしい誤算であった。
第一段ロケットを切り離し、第二段が点火され、数秒後には緊急脱出用ロケットも切り離された。第一段切り離しの様子は機体に搭載された8台のカメラで撮影され、フィルムは大西洋上で回収された。
第二段ロケットは予定よりも1.26秒早く発射から634.5秒後に燃焼を停止し、二段目ロケットと司令船の模型は近地点182km、遠地点227kmの楕円軌道上に乗った。司令船は地球を四周してバッテリーが途絶えるまでデータを送信し続け、その後6月1日に地球を54周した時点で大気圏に再突入し、太平洋上のカントン島（Kanton Island）東部に墜落した。

## エンジン停止の原因
一段目の第8エンジンが予定よりも早く燃焼を停止したのは、燃料ポンプの歯車の一つの歯が欠けてしまったことが原因であることが突き止められたが、それほど大した問題ではなく、直ちに改善されたためにその後の計画には支障を与えなかった。後にH-1エンジンが登場するまで、これがS-IV ロケットに発生した唯一の故障であった。

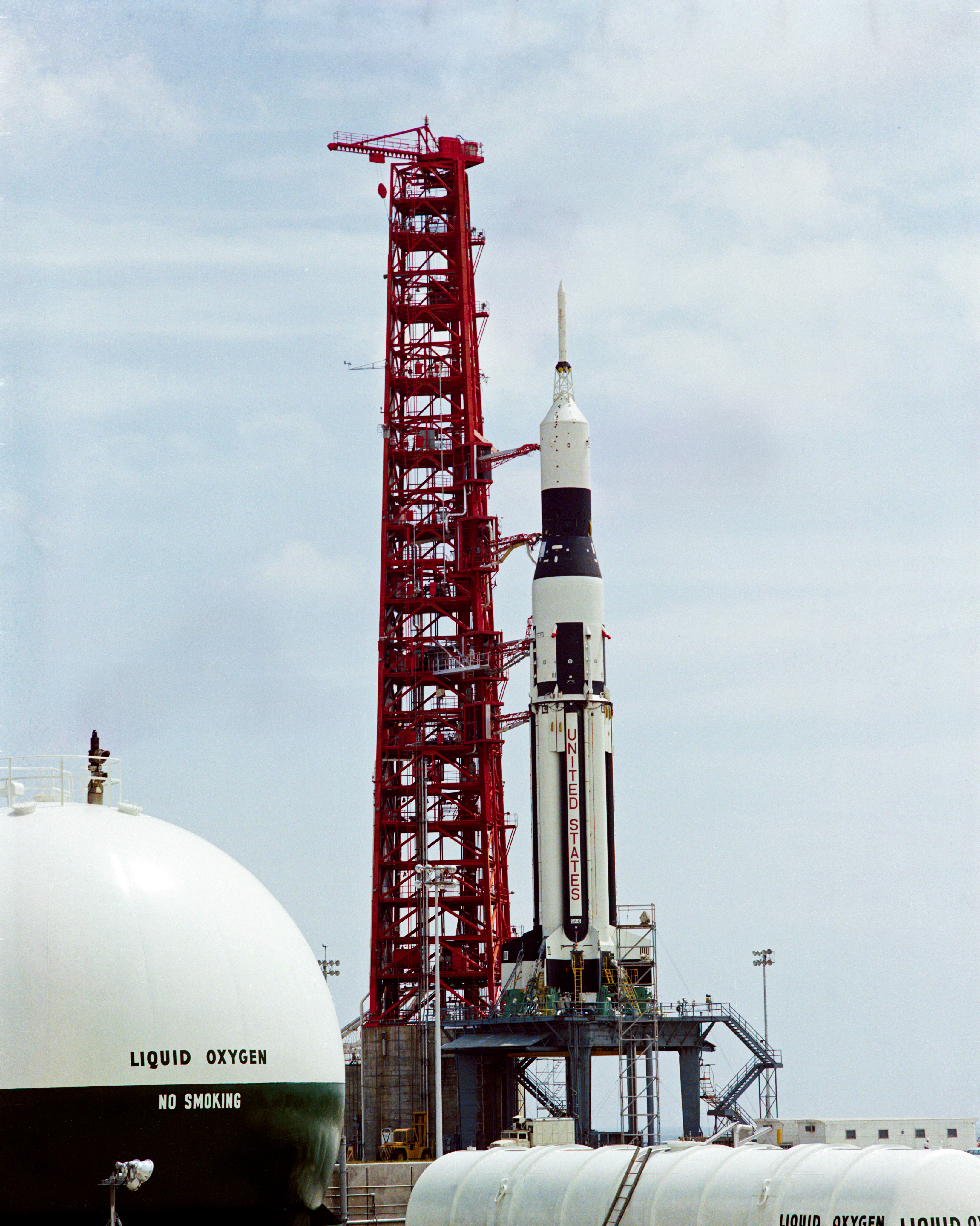
発射台上のA-101 (SA-6) (NASA)